# 松本遼大
松本 遼大（まつもと りょうだい、2002年5月17日 - ）は、岩手県滝沢市出身のプロ野球選手（投手・育成選手）。右投右打。北海道日本ハムファイターズ所属。

## 経歴

### プロ入り前
滝沢市立滝沢第二小学校5年の時に巣子野球スポーツ少年団で野球を始め、滝沢市立滝沢第二中学校では軟式野球部に所属。
花巻東高等学校では1年秋からベンチ入りし、菊池雄星や大谷翔平も付けた出世番号「17」を背負った。2年夏にチームは第101回全国高等学校野球選手権大会に出場したが自身はベンチ外。2年秋の東北大会でもエースナンバーを背負うことはなかったが、冬に10kg以上の体重増と筋力トレーニングの成果もあり力を付け、エース格に成長した。3年夏の岩手県代替大会は、準決勝の盛岡大学附属高等学校戦に7回から登板し2回を無失点に抑えたが、0-4でチームは敗れた。
2020年10月26日に行われたプロ野球ドラフト会議において、北海道日本ハムファイターズより育成ドラフト1位で指名を受け、11月19日に支度金300万円、年俸260万円（金額は推定）で仮契約を結んだ。背番号は114。日本ハムが高校生を育成指名したのは松本が初となる。

### 日本ハム時代
入団3年目の2023年シーズンまでに支配下登録はされず、育成選手制度の規定により、同年10月31日に一度自由契約選手として公示されたが、11月18日に育成選手としての再契約を結んだ。
2024年は二軍戦11試合に登板し、防御率2.45という成績だった。前年同様再び自由契約となったが、11月16日に再び育成契約を結んだ。

## 選手としての特徴
187cmの長身を生かした角度のある最速148km/hのストレートが特徴。またツーシーム、シュートなど6種類の変化球も操る。

## 詳細情報

### 背番号
- 114（2021年[7] - ）